# くにば亜紀
くにば 亜紀（くにば あき、本名：國場 亜紀、1978年6月12日 - ）は、日本の女優。

## 来歴・人物
歌手の仲宗根美樹の長女である。身長153cm（1994年当時）。
中学1年から2年まで、イギリスに留学していた。
芸能界に興味はあったが、母から「（芸能界に行くなら）ちゃんと学校教育を受けてからにしなさい」と言われてきたこともあって、それまではスカウトを受けても断っていたという。
東京都内の女子高校に在学していた16歳の時に、『地球防衛少女イコちゃん』（文部省選定・防犯教育ビデオ映画、1995年版）の企画・製作総指揮を務めた森田健作から主演として白羽の矢を立てられ、この時に森田から母・美樹に直接「一時的なタレントではなく、地味でも正統派のタレントにします」と説得し、芸能界入りの承諾を得て、第一プロからデビューした。

## 出演

### テレビドラマ
- テレビ東京開局30周年記念ドラマ せつない春（1995年、テレビ東京、監督：山田太一） - 萬田久子の娘 役
- 花王 愛の劇場 さしすせそ!?（1997年、TBS）

### 映画
- 文部省選定・防犯教育ビデオ映画 地球防衛少女イコちゃん（1995年） - 河合イコ 役

### CM
- JA共済
- 脱毛クリーム ソラール